# Phyllanthus carrenoi
Phyllanthus carrenoi är en emblikaväxtart som beskrevs av Julian Alfred Steyermark. Phyllanthus carrenoi ingår i släktet Phyllanthus och familjen emblikaväxter. Inga underarter finns listade i Catalogue of Life.